# Xu Jie
Xu Jie (chiń. 徐洁; wym. [ɕǔ tɕjɛ̌], ps. „Ksenia”; ur. 21 stycznia 1982 w Tianjin) – chińska tenisistka stołowa, reprezentująca Polskę, srebrna i brązowa medalistka mistrzostw Europy.
Członkini kadry narodowej i olimpijskiej seniorek w tenisie stołowym w Polsce od 2003 r. Od 1999 grała w rozgrywkach polskiej ekstraklasy kobiet w tenisie stołowym. Od 1999 do 2005 była zawodniczką klubu tenisa stołowego AZS AJD Częstochowa. Od 2005 do 2010 grała w podwarszawskim klubie tenisa stołowego GLKS Wanzl Scania Nadarzyn. W latach 2010–2012 broniła barw klubu KTS Zamek OWG Tarnobrzeg, z którym dwukrotnie zdobyła tytuł drużynowego Mistrza Polski oraz dotarła do półfinału Pucharu ETTU Nancy Evans CUP. W 2012 roku zakończyła karierę i powróciła do Chin.
- Styl gry: praworęczny, obustronny atak topspinowy blisko stołu

## Osiągnięcia
- Dwukrotna drużynowa mistrzyni Polski z zespołem KTS Tarnobrzeg w sezonie 2010/11 i 2011/12.
- Potrójna złota medalistka Mistrzostw Polski – w singlu, w deblu w parze z Natalią Partyką i w mikście w parze z Danielem Górakiem w 2010[2]
- Srebrna medalistka Mistrzostw Europy 2009 w drużynie
- Wicemistrzyni Polski w singlu i mistrzyni w deblu w parze z Natalią Partyką w 2009
- Zakwalifikowanie się na Igrzyska Olimpijskie w Pekinie (2008)[3].
- Brązowa medalistka Mistrzostw Europy w grze podwójnej w parze z Natalią Partyką w 2008
- Zakwalifikowanie się na Igrzyska Olimpijskie w Pekinie w kategorii gry pojedynczej i drużynowej w 2008
- 5-krotna mistrzyni Polski w grze pojedynczej w 2005, 2006, 2007, 2008 i 2010
- Brązowa medalistka Mistrzostw Polski w deblu z Natalią Bąk w 2008
- Mistrzyni Polski w grze mieszanej z Danielem Górakiem w 2008
- Srebrna medalistka rozgrywek ekstraklasy kobiet z zespołem GLKS Wanzl Scania Nadarzyn w 2008
- Mistrzyni Polski w deblu z Moniką Pietkiewicz w 2007
- Mistrzyni Polski w deblu z Kingą Stefańską w 2006
- Mistrzyni Polski w grze mieszanej z parze z Jakubem Kosowskim w 2006
- Wicemistrzyni Polski w deblu z Martą Smętek w 2005
- Mistrzyni Polski w grze mieszanej w parze z Wang Zengyi w 2005